# Afrikanischer Wollhalsstorch
Der Afrikanische Wollhalsstorch (Ciconia microscelis) kommt in Afrika südlich der Sahara von Senegal und Gambia im Westen bis Eritrea im Osten und dem nördlichen Botswana und nordöstlichen Südafrika im Süden vor.

## Merkmale
Der Afrikanische Wollhalsstorch ist eine mittelgroße Storchenart mit einer Gesamtlänge von 86 bis 95 Zentimetern. Der Rumpf und die Flügeldecken sind glänzend schwärzlich gefärbt mit einem bläulichen oder violetten Einschlag. Die namengebenden weißen Halsfedern sind sehr weich. Der meist von den Flügeln überdeckte Schwanzoberseite ist schwarz. Nur wenn die Vögel fliegen, sieht man die weiße Schwanzunterseite und den weißen unteren Bereich des Bauches. Der Schnabel ist schwarz mit einer roten Spitze, die Iris ist rot. Die Beine ausgewachsener Exemplare sind schwarzgrau, die der Jungvögel sind rosa. Das Gefieder der Jungvögel ist weniger glänzend und neigt etwas zum bräunlichen. Geschlechtsunterschiede hinsichtlich der Färbung bestehen nicht.

## Lebensraum und Lebensweise
Der Afrikanische Wollhalsstorch kommt an Flüssen, Bächen, Seen, Teichen, Wasserlöchern, Lagunen, Überschwemmungsgebieten in Savannen und auf Grasland vor, außerdem in Sümpfen sowie auf überschwemmten Weiden. In Ostafrika kommt er am häufigsten entlang der Küste vor, in Flussmündungen, in Mangrovensümpfen oder an Korallenriffen, aber auch im Gebirge bis in Höhen von 3000 Metern. Er ist in der Regel ein Standvogel, in Westafrika und Darfur wurde jedoch beobachtet, dass die Vögel nach heftigem Regen in großen Gruppen mit hunderten Exemplaren nach Norden ziehen. Der Afrikanische Wollhalsstorch ernährt sich von Fischen, Froschlurchen, kleinen Schlangen, Echsen, großen Insekten und ihren Larven, darunter auch Termiten und Heerwürmer, Krabben, Weichtieren und wirbellose Meerestieren. An den Ufern westafrikanischer Flüsse wurde beobachtet, dass der Afrikanische Wollhalsstorch gemischte Gruppen mit dem Schwarzstorch (Ciconia nigra) bildet und beide Arten gemeinsam auf Nahrungssuche gehen.
Der Afrikanische Wollhalsstorch brütet in den meisten Gebieten Afrikas in der Trockenzeit, im nördlichen Sudan allerdings in der Regenzeit. Das auf Bäumen gebaute Nest ist eine große aus Zweigen und Gräsern errichtete Plattform, die im Durchschnitt einen Durchmesser von einem Meter und eine Höhe von 30 Zentimetern hat. In Südafrika wurde beobachtet, dass ein Paar ein Nest drei Jahre in Folge nutzte. Das Gelege besteht aus 2 bis 4 Eiern von schmutzig weißer Farbe und einem durchschnittlichen Gewicht von 55 Gramm. Die Brut beginnt mit der Ablage des ersten Eis. Die Nestlinge schlüpfen nach 30 bis 31 Tagen. Sie werden von beiden Eltern gefüttert. Nach 55 bis 65 Tagen sind sie flügge.

## Systematik
Der Afrikanische Wollhalsstorch wurde 1848 durch den britischen Zoologen George Robert Gray erstmals wissenschaftlich beschrieben. Er galt lange Zeit als Unterart des Wollhalsstorchs (C. episcopus), der in Südasien vorkommt, wurde 2014 jedoch als eigenständige Art abgetrennt. Beide Arten sind jedoch nah miteinander verwandt. Die Schwesterart der von beiden Wollhalsstörchen gebildeten Klade ist der sehr seltene, südostasiatische Höckerstorch (C. stormi), die Schwesterart aller drei der afrikanische Abdimstorch (C. abdimii). Innerhalb des Afrikanischen Wollhalsstorchs werden keine Unterarten unterschieden.

## Gefährdung
Der Afrikanische Wollhalsstorch gilt als ungefährdet (Least Concern). Er hat ein sehr großes Verbreitungsgebiet, ist jedoch nirgendwo häufig, in einigen Teilen des Verbreitungsgebietes sogar ausgesprochen selten. Die Gesamtpopulation wird auf 10.000 bis 100.000 Exemplare geschätzt.